# الشوبك (بني سويف)
قرية الشوبك هي إحدى القرى التابعة لمركز أهناسيا في محافظة بني سويف في جمهورية مصر العربية. حسب إحصاءات سنة 2006، بلغ إجمالي السكان في الشوبك 2811 نسمة، منهم 1417 رجل و1394 امرأة.